# Горњи Бранетићи
Горњи Бранетићи су насеље у Србији у општини Горњи Милановац у Моравичком округу. Према попису из 2022. било је 348 становника. Удаљено је 23 км од Горњег Милановца.

## Историја

### Пoчетак првог светског рата
У новембру и децембру 1914. године на висовима овог села вођене су тешке борбе и заустављена је аустроугарска „Поћорекова” офанзива, после чега је српска војска прешла у Рудничку противофанзиву.
У ратовима у периоду од 1912. до 1918. године село је дало 191 ратника. Погинуло их је 117 а 74 је преживело.

### Период Српских Устанака
Након слома првог српског устанка становништво села се пред турском најездом иселило, староседеоци и нови досељјеници се сусрећу чему сведоче стари топоними као што је име засеока Маџарац као и други топоними у селу. Досељеници из овог периода се махом настањују током 18. и 19. века из предела Старог Влаха и предела Црне Горе.

### Први помен
Године 1528. у турском попису ово село се под именом Бранетићи први пут помиње. Тада је имало 12 домова. Касније је подељено на Горње и Доње Бранетиће.

### Римско доба (1 век)
28. маја 1859. у овом насељу откривена је сребрна римска остава из првог века названа „Бранетинска остава” са 26 сребрних предмета. Оставу, у трошној обали крај потока Маџарац, пуким случајем открио је мештанин Недељко Васовић недалеко од своје куће. На нађеним предметима издвајају се латински натписи "SI", "SIM" и "SIMPLICI". Анализом легуре установљено је да сребрна легура потиче са планине Рудник. Непотпуна збирка се чува у Народном музеју у Београду.

## Солунски борци
Милош Вуксановић солунски борац из засеока Проструга, преживео је Албанску голготу и Солунски фронт.
У повлачењу српске војске Милош је учествовао је у чеоним диверзиским групама српске војске у осигуравању стратшких висова у Албанским планима на траси повлачења. Као члан санитетске секције носио је старог Краља Петра на леђима измореног голготом. Носио је и мошти светог Цара Лазара у џаку.
Милош је одликован Орденом Карађорђеве Звезде који се данас чува у Музеју рудничко-таковског краја у Горњем Милановцу.

## Старине у селу
Село има општину и школу, а припада црквеној парохији у Горњим Бањанима. Вашар је на Госпојину, а развио се од славе стрељачке дружине основане пре 60 година. Било је пет „записа”. Село нема цркву.

### Крајпуташи
Овде се налази и крајпуташ Милану Трнавцу, подигнут је на ободу старог гробља „Трнавци” на коме се покојници не сахрањују још од 1932. године. Како се споменик налази непосредно уз пут, готово је извесно да не представља надгробно обележје, већ кенотаф. Подигнут је у помен Милану Трнавцу војнику првог позива из Горњих Бранетића.

### Maџарски Споменици
Горњи Бранетићи су имали на више места "маџарска" гробља, oчувано је само једно. На стрмој коси званој Брегови, с обе стране пута, има већи број малих и осредњих надгробних стубова, нетесаних или делимично тесаних. Готово на сваком је запаран знак крста, а на већем два упоредна обична крста. По предању, у атару овог села, у пољу званом Маџарц, била је "маџарска варош" и у њој "маџарска" црква или манастир. Мостић на друму преко потока Маџарац такође познат као "Дубоки Поток" зову "Mаџарска ћуприја".

## Досељеници у 18 и 19 веку

### Проструга
Предак данашњих породица из овог засеока чувени Вуксан "Репати", води порекло из планинског предела Куч, данашња Црна Гора, у ово подневље се настањује доласком из Сјенице, где је првобитно у збегу. Вуксанов долазак одиграва се у Карађорђево време, почетком 18 века, када се из села након слома првог спрског устанка махом исељавају сви староседеоци (у литератури; старосрби или старинци). Вуксан се најпре настањује у селу Штавица, а одатле је прешао у Горње Бранетиће, код извора Водица, где се и данас налазе остатци камене куће заклоњене у шуми и у непосредној близини овог извора виде.
Вуксанов брат Недељко је отишао породицу Леушића (Неделљковићи) а брат Јеврем у породицу Врачевићи у Колубари. Након насељавања, Вуксан је кришом путовао назад у Сјеницу и одатле довео код себе још чланова своје родбине. Вуксан је имао сина Петра, успешног трговца свињама. Један огранак Вуксановог рода је остао у Новом Пазару.
Још за жиота Вуксан је оделио сина Петра, успешног трговца свињама, који је се оделио као независан од свог оца и браће.
У старим назививима засеока Проструга, називи; Турци, Арнаути и Арнаутлук чине одредницу порекла досељеника који су дошли од Сјенице и Куча. Код старијих мештана издвајао се назив за овај засеок - "Старо Село".

#### Родови досељеника и подела по огранцима[5]
Вуксановићи и њихови огранци у селу на Прострузи славе исту славу - Аранђеловдан. Огранци Вуксановића на Прострузи су:
Огранак 1.Раденковићи и Петровићи
Огранак 2. Радоњићи пореклом су из Сјенице. У породици је чуван стари предмед, лонац донет и Сјенице. Живковић и Аксентијевићи су један род, такође су пореклом из Сјенице.
Огранак 3. Старчевићи и Миленковићи (други, засеок Боблија) су један род, славе Аранђеловдан. Пореклом су од Сјенице; њиховог претка је родила Вуксанова ћерка.
Огранак 4. Величковићи „одозго“, од неких „Арнаута“.
Огранак 5. Аксентијевићи су до скора чували „лонац сјеничар“ и у њему кували јела о собетима (слављима). Има их исељених у Бољковцима.
Огранак 6. Миленковићи (први, засеок Проструга) и Луковићи су у Прострузи, један су род. Пореклом су од Сјенице. Миленковића има у Бољковицима.

## Легенде у селу и предања

### Збегови у Турско време
На месту Виноградини у Трновачи (потес Липовача) користе се топоними „манастирица“ или "црквина". Постоји предање да су на овоме месту били збегови за време Турака. На месту Састанк постоје три оборена надгробна споеника а у траговима, назиресе је било и више гробова, окренутих истоку, на овом месту некада је било сеоско вашариште.

### Баба Рогуљића
На месту Сланцу на Липовачи (пут за Рајац) има неких старих гробова; прича се да је изгинула српска војска, која се склонила у шуму, а коју је баба Рогуљића издала Турцима.

### Убиство Аге са Рудника
Прича се да је Јестро, предак Јестровића из села, дозвао неког Агу са Рудника, да му нешто подари, па га је на пречац убио у селу.
Јестрин син Живан Јестровић је бранио суседе од Турака, придружио се Карађорђевој војсци. Јестро је дошао од Сјенице и основао пету кућу у селу у то време, довео је за собом жену и сина Живана а ствари је донео на магарцу. Јестровићи, славе Ђурђевдан.

## Географија
Село Горњи Бранетићи се налазе на југоисточним падинама планинског предела Рајац (848 м) и припада источном рубу планинског масива Сувобор (864 м), на надморској висини од 450 до 660 метара и на површини од 1.897 ха. Насеље је веома пространо, разбијеног је типа, предео простирања рељефно формира облик потковице.
Село се дели се на четири главна засеока; Врановица – по странама и косама брда Врановица и западно од речице Озренице. Проструга – са амфитеатралним положајем формира вис са благом падином испресецаном плитким потоцима који воде ка варошици и јужном подножју и са стромијом падином на северном ободу села. Боблија – по гребену и странама моћне косе између два потока (Макиш дели од Проструге) а испод брда Липоваче, које веже за Рајац. Маџарац – је распоређен амфитеатрално по косама и странама испод Видића брда око потока Маџарац. У централном делу села налази се сеоска Варошица.

## Важнији догађаји у животу села по годинама
- 1911. село добило основну школу.
- 1943. је 7. јула на месту Липовитој погинуло шест партизана. Од 1947. се на том месту одржава вашар.
- 1949. основана Сељачка радна задруга Бољи живот. (постојала до 1953) [тражи се извор]

## Сеоски празници
- Мали Спасовдан, сеоска преслава.
- 7. јул - вашар на месту Липовитој
- 28. август - Велика Госпојина, сеоски вашар.

## Познате особе из Горњих Бранетића
- Десимир Жижовић - Буин, творац стрипа о Мирку и Славку - Никад робом.

## Демографија
У пописима село је 1910. године имало 1253 становника, 1921. године 1182, а 2002. године тај број је спао на 590.
У селу је 1957. имало свега 265 кућа.
У насељу Горњи Бранетићи живи 492 пунолетна становника, а просечна старост становништва износи 47,9 година (46,0 код мушкараца и 49,6 код жена). У насељу има 197 домаћинстава, а просечан број чланова по домаћинству је 2,93.
Ово насеље је великим делом насељено Србима (према попису из 2002. године), а у последња три пописа, примећен је пад у броју становника.
|  |

| Демографија | Демографија | Демографија |
| Година      | Становника  | Становника  |
| ----------- | ----------- | ----------- |
| 1948.       | 1.395       |             |
| 1953.       | 1.343       |             |
| 1961.       | 1.199       |             |
| 1971.       | 1.037       |             |
| 1981.       | 942         |             |
| 1991.       | 770         | 743         |
| 2002.       | 578         | 589         |
| 2011.       | 476         |             |

| Етнички састав према попису из 2002.‍ | Етнички састав према попису из 2002.‍ | Етнички састав према попису из 2002.‍ | Етнички састав према попису из 2002.‍ | Етнички састав према попису из 2002.‍ |
| ------------------------------------ | ------------------------------------ | ------------------------------------ | ------------------------------------ | ------------------------------------ |
|                                      |                                      |                                      |                                      |                                      |
| Срби                                 | Срби                                 |                                      | 577                                  | 99,82%                               |
| непознато                            | непознато                            |                                      | 1                                    | 0,17%                                |

| Година пописа     | 1948. | 1953. | 1961. | 1971. | 1981. | 1991. | 2002. |
| ----------------- | ----- | ----- | ----- | ----- | ----- | ----- | ----- |
| Број домаћинстава | 262   | 257   | 272   | 266   | 261   | 236   | 197   |

| Број чланова      | 1  | 2  | 3  | 4  | 5  | 6  | 7  | 8 | 9 | 10 и више | Просек |
| ----------------- | -- | -- | -- | -- | -- | -- | -- | - | - | --------- | ------ |
| Број домаћинстава | 50 | 59 | 31 | 14 | 13 | 16 | 12 | 2 | 0 | 0         | 2,93   |

| Пол    | Укупно | Неожењен/Неудата | Ожењен/Удата | Удовац/Удовица | Разведен/Разведена | Непознато |
| ------ | ------ | ---------------- | ------------ | -------------- | ------------------ | --------- |
| Мушки  | 249    | 62               | 165          | 14             | 7                  | 1         |
| Женски | 263    | 27               | 164          | 71             | 1                  | 0         |
| УКУПНО | 512    | 89               | 329          | 85             | 8                  | 1         |

| Пол    | Укупно                    | Пољопривреда, лов и шумарство | Рибарство                            | Вађење руде и камена | Прерађивачка индустрија       |
| ------ | ------------------------- | ----------------------------- | ------------------------------------ | -------------------- | ----------------------------- |
| Мушки  | 158                       | 142                           | 0                                    | 0                    | 4                             |
| Женски | 102                       | 91                            | 0                                    | 0                    | 4                             |
| УКУПНО | 260                       | 233                           | 0                                    | 0                    | 8                             |
| Пол    | Производња и снабдевање   | Грађевинарство                | Трговина                             | Хотели и ресторани   | Саобраћај, складиштење и везе |
| Мушки  | 1                         | 4                             | 3                                    | 0                    | 0                             |
| Женски | 0                         | 0                             | 2                                    | 1                    | 0                             |
| УКУПНО | 1                         | 4                             | 5                                    | 1                    | 0                             |
| Пол    | Финансијско посредовање   | Некретнине                    | Државна управа и одбрана             | Образовање           | Здравствени и социјални рад   |
| Мушки  | 0                         | 0                             | 0                                    | 1                    | 1                             |
| Женски | 0                         | 1                             | 0                                    | 2                    | 1                             |
| УКУПНО | 0                         | 1                             | 0                                    | 3                    | 2                             |
| Пол    | Остале услужне активности | Приватна домаћинства          | Екстериторијалне организације и тела | Непознато            | Непознато                     |
| Мушки  | 0                         | 0                             | 0                                    | 2                    | 2                             |
| Женски | 0                         | 0                             | 0                                    | 0                    | 0                             |
| УКУПНО | 0                         | 0                             | 0                                    | 2                    | 2                             |